# Schmidtiana borneoensis
Schmidtiana borneoensis là một loài bọ cánh cứng trong họ Cerambycidae.